# Rosalie (cycle)
Pour les articles homonymes, voir Rosalie.

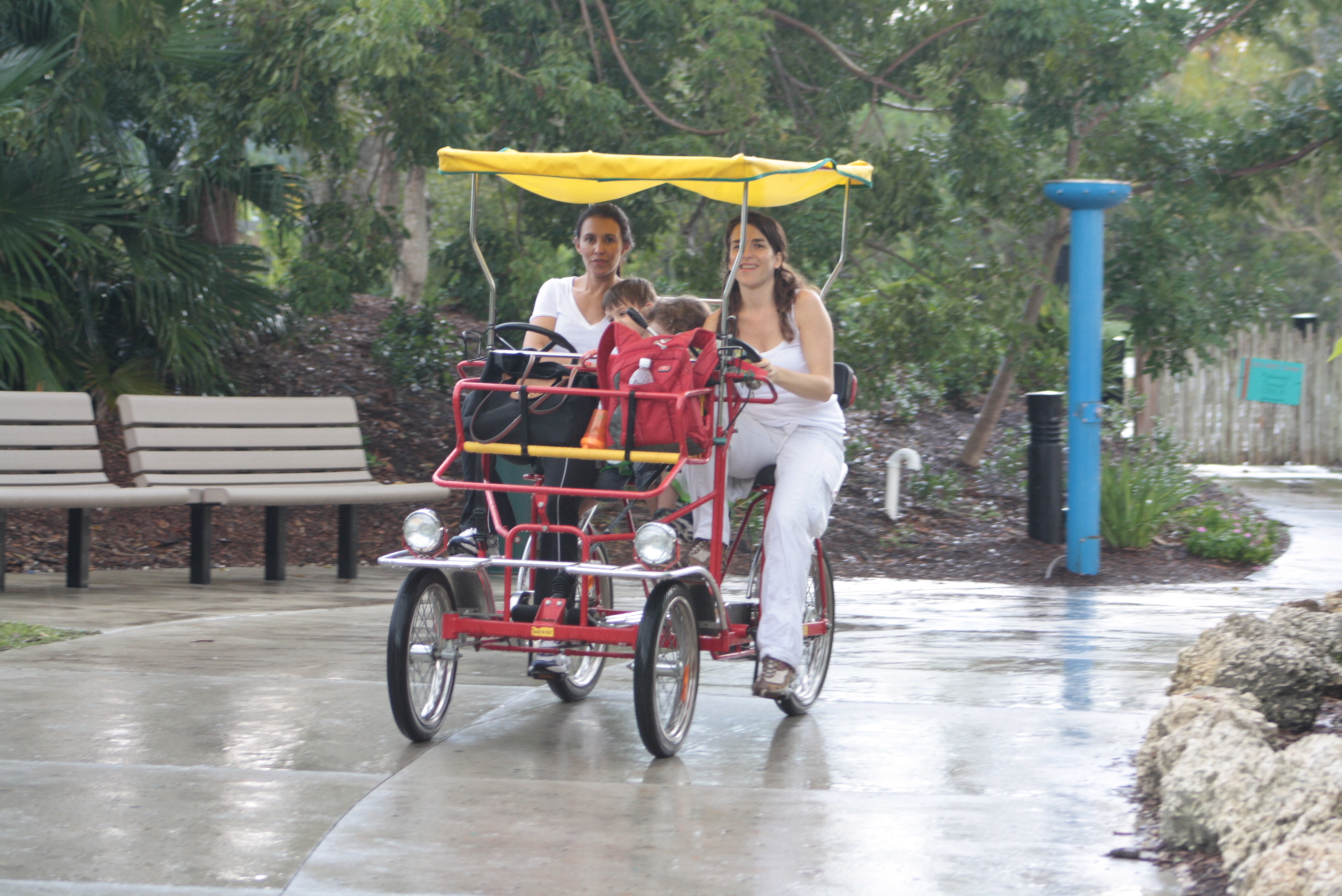
Une rosalie en Floride en 2011.

La rosalie, ou le cuistax (en Belgique), est un petit véhicule terrestre vélocipède, généralement à trois ou quatre roues, pouvant accueillir un ou plusieurs passagers disposant de pédales pour le propulser. 
Ces véhicules, du moment qu'ils sont sans moteur (ou avec une simple assistance électrique), sont autorisés à circuler en France et en Belgique où ils sont considérés comme des vélos.

## Histoire
Le tout premier exemple certifié de véhicule à pédales à quatre roues a été exposé en à New York durant l'Exposition universelle de 1853. C'est à cette période que les bicyclettes deviennent populaires. La rosalie apportait une solution au problème de la stabilité à faible vitesse des tout premiers cycles et était équipée de plusieurs sièges. Les deux configurations d'assise en ligne (comme un tandem) ou côte à côte ont été utilisées.

Quelques photos de modèles de quadricycles dans l'histoire
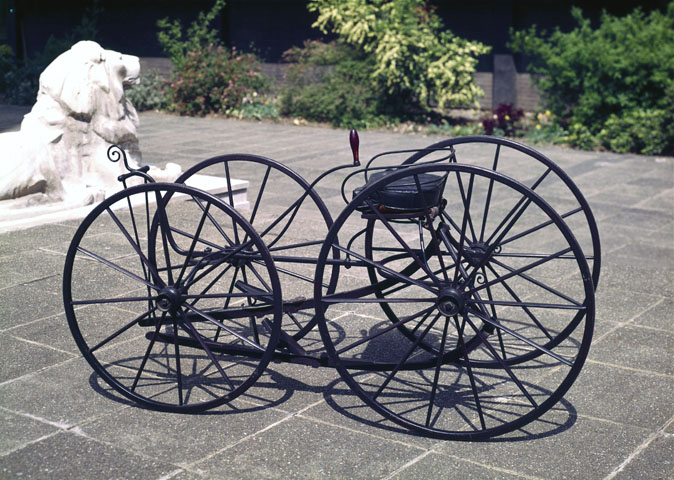
Quadricycle de la collection du musée des sciences de Londres.
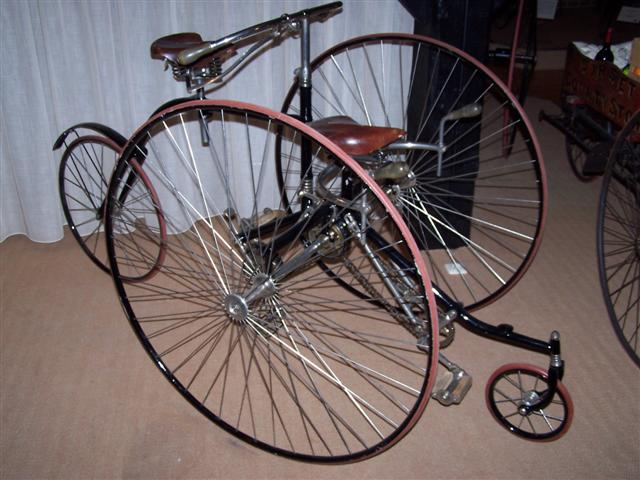
Un modèle de 1885 au musée national du vélo (Velorama) à Nimègue, aux Pays-Bas.
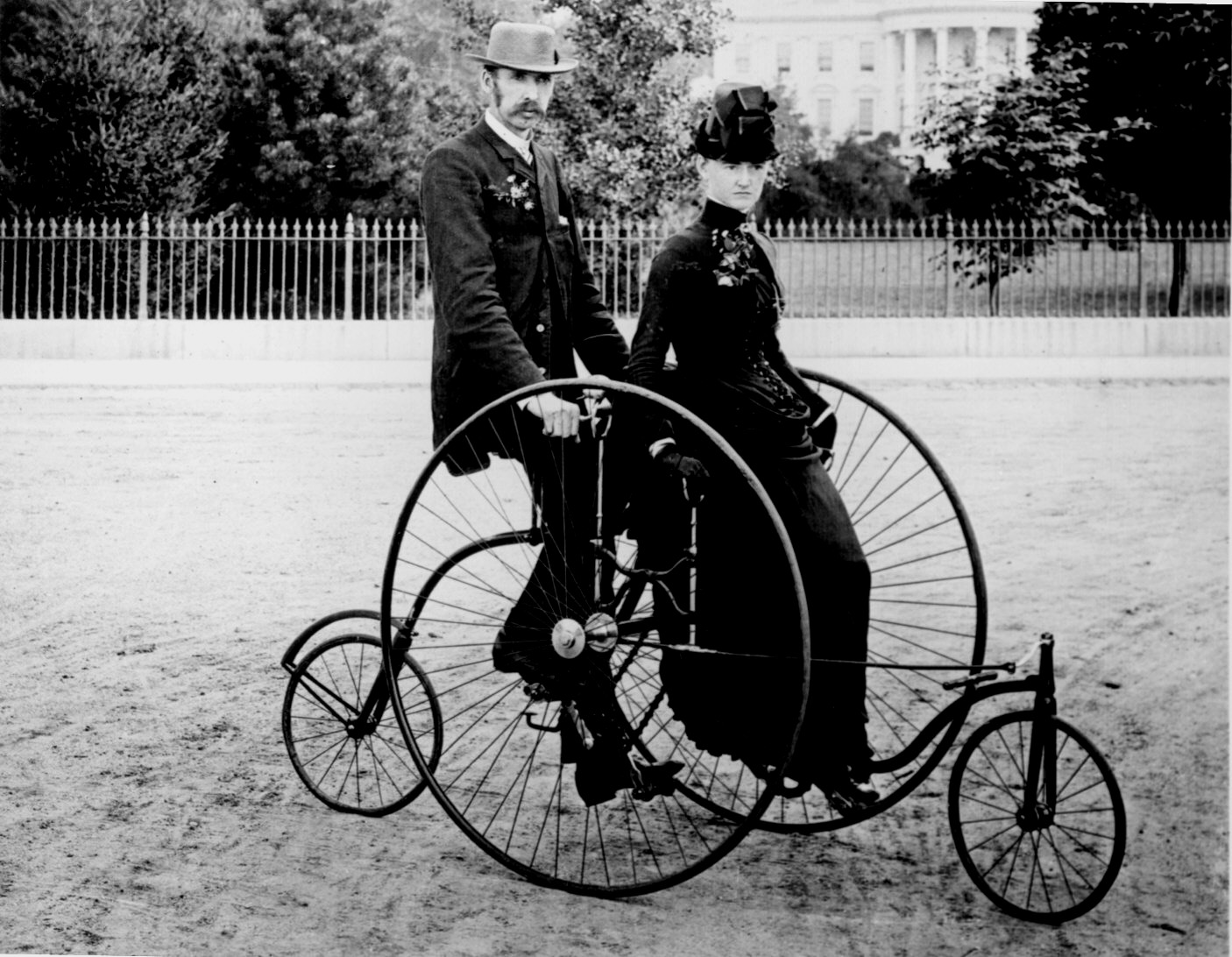
Un Coventry Rotary Quadracycle en 1886 à Washington, D.C..
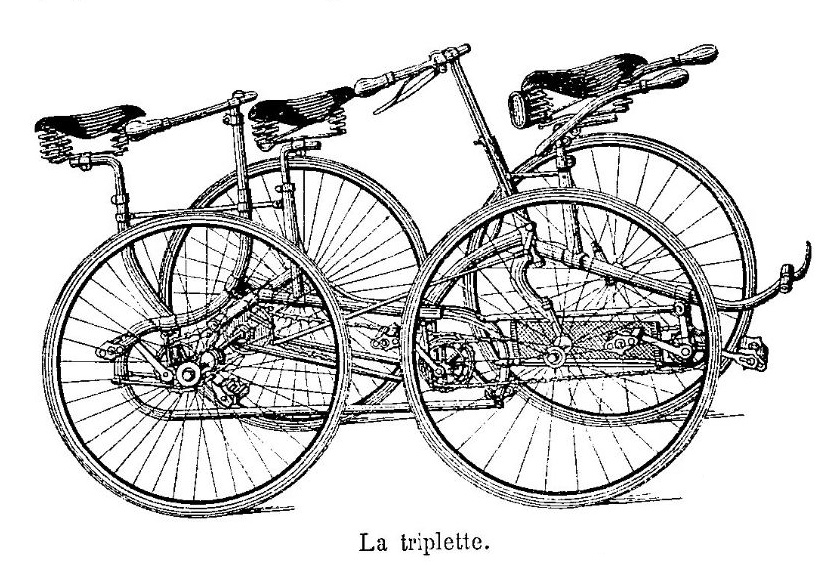
Un modèle de triplette ancien, de type quadricycle (1893).

## Utilisation contemporaine
Utilisées depuis 1853, les rosalies ont été à l'origine de plusieurs types de véhicules répondant à différents besoins, dont les locations touristiques, les taxis à pédales, les visites privées, des utilisations en montagne et sur les sites industriels.
D'utilisation ludique, elle est proposée à la location pour la promenade dans les lieux touristiques, tels que les parcs d'attractions et les stations balnéaires.

Quelques photos de quadricycles dans le monde
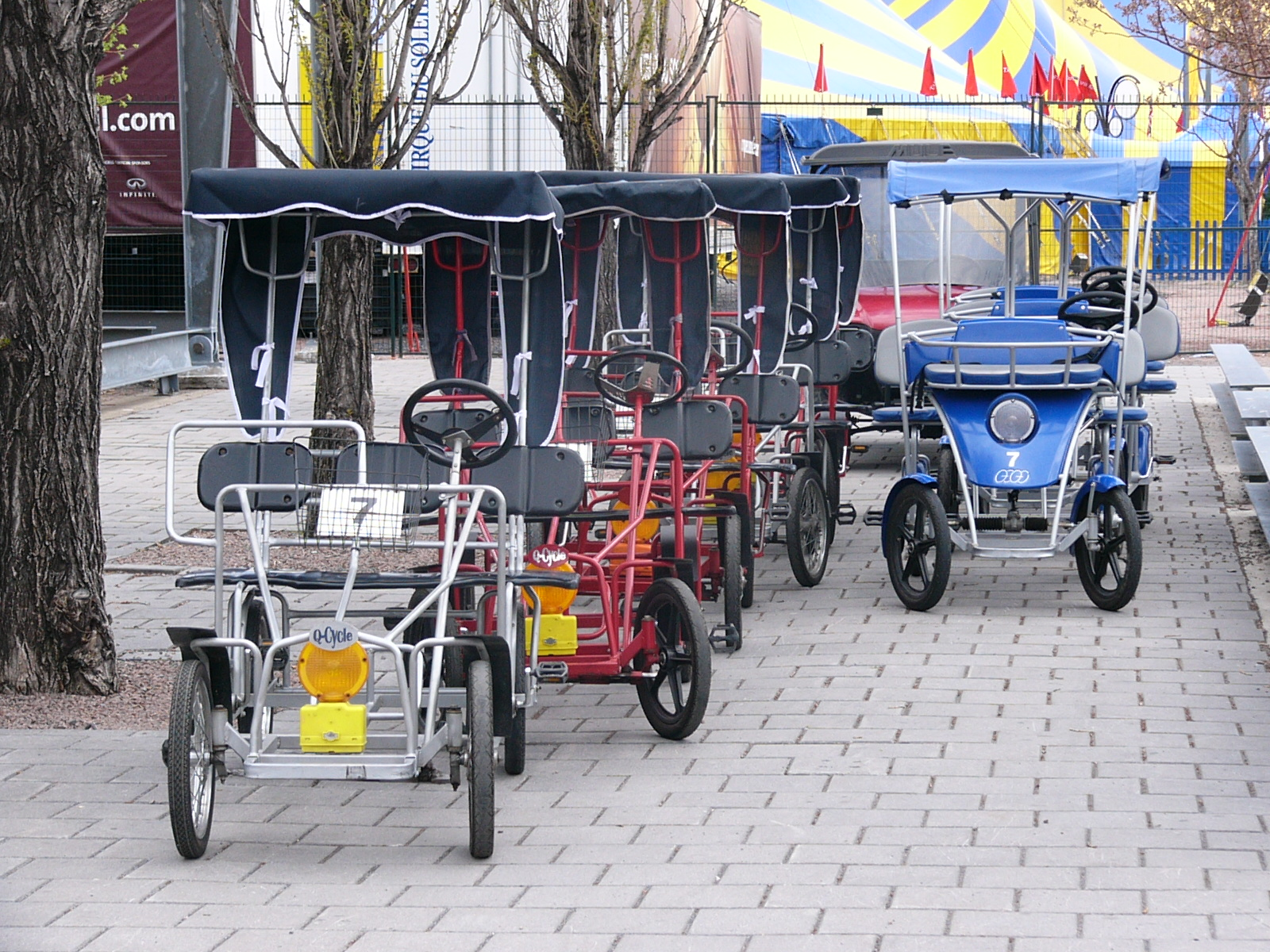
Location de quadricycles à Montréal, au Québec.
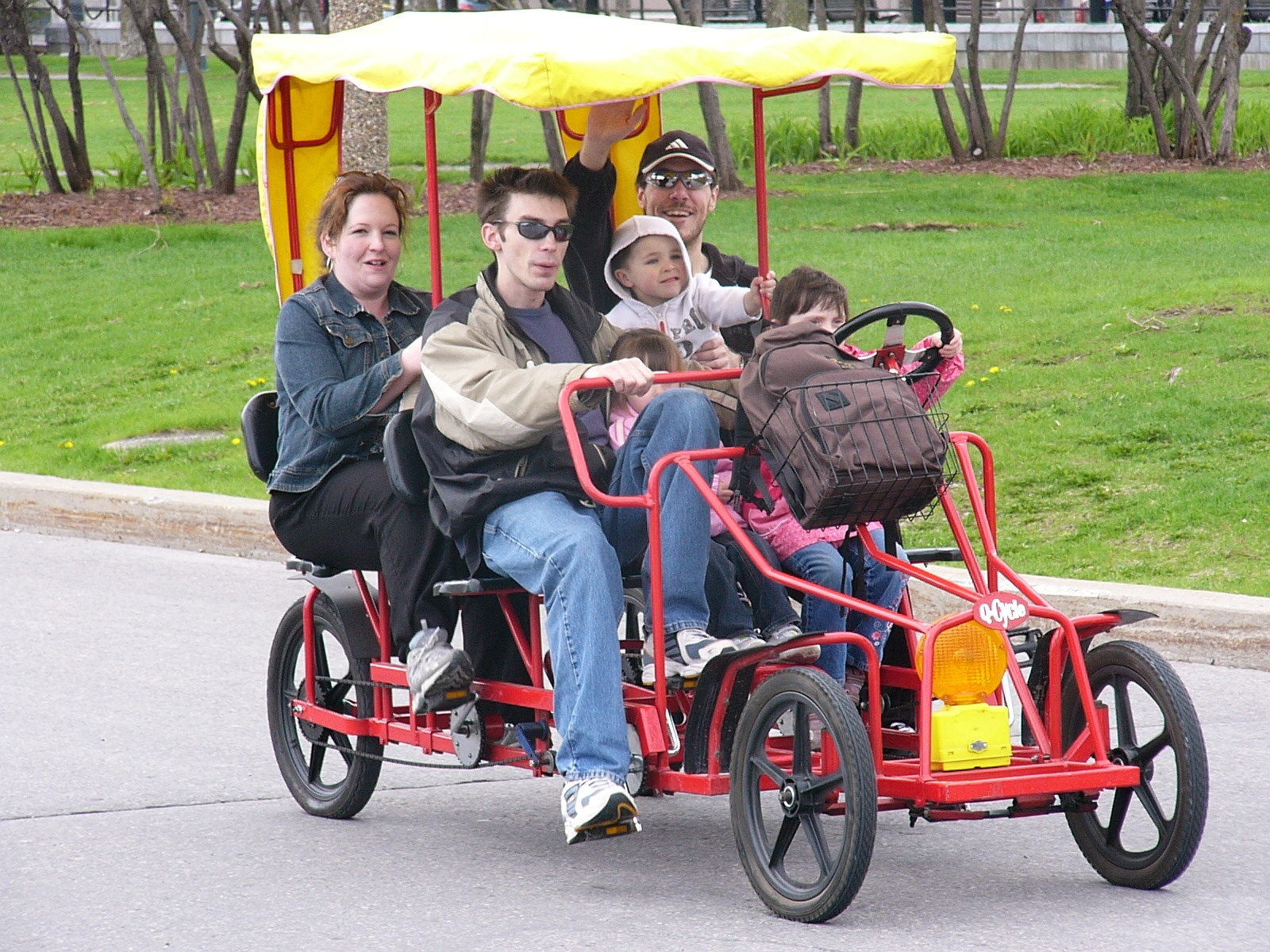
Un quadricycle en action.
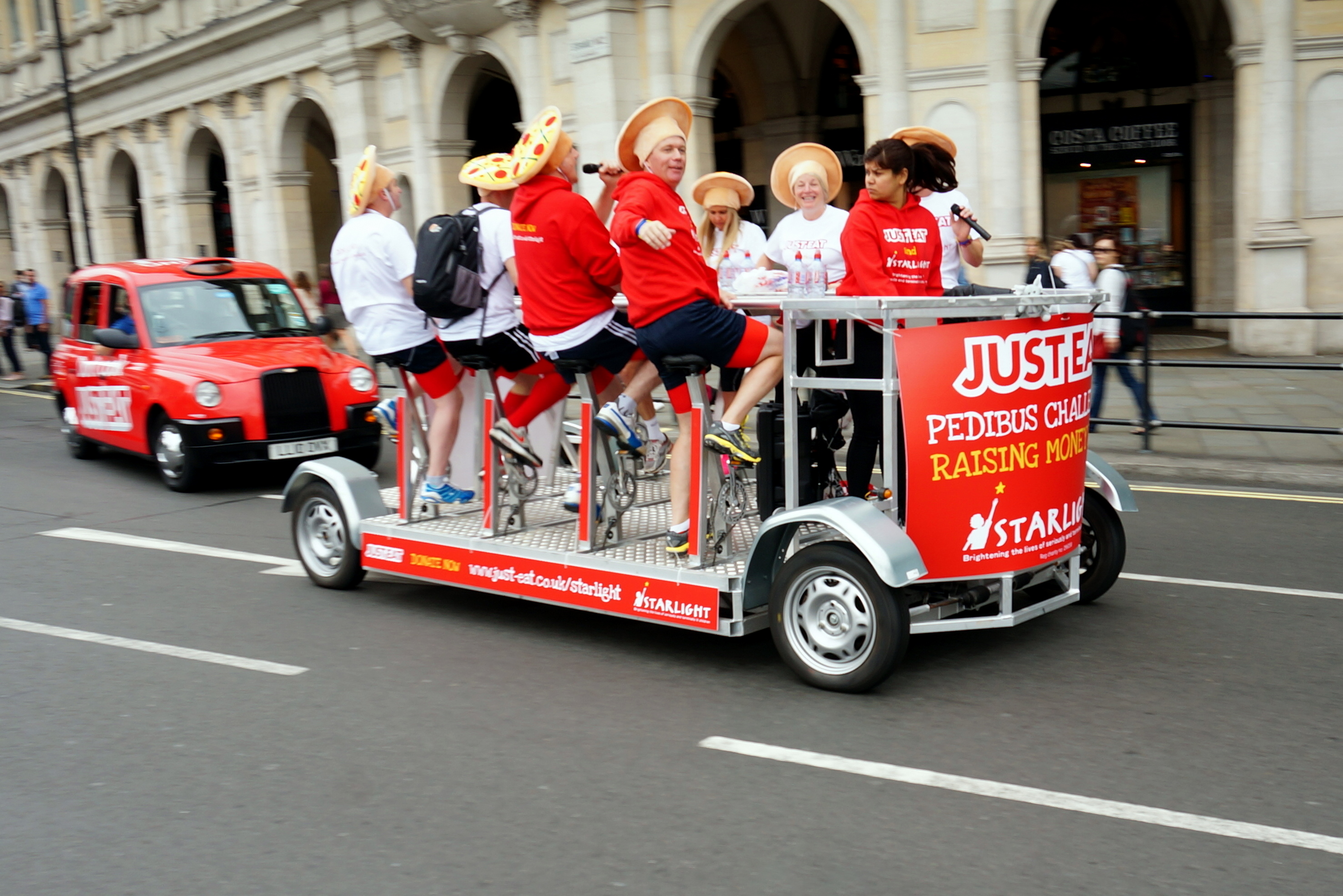
Quadricycle, conçu pour transporter douze personnes, à Londres.
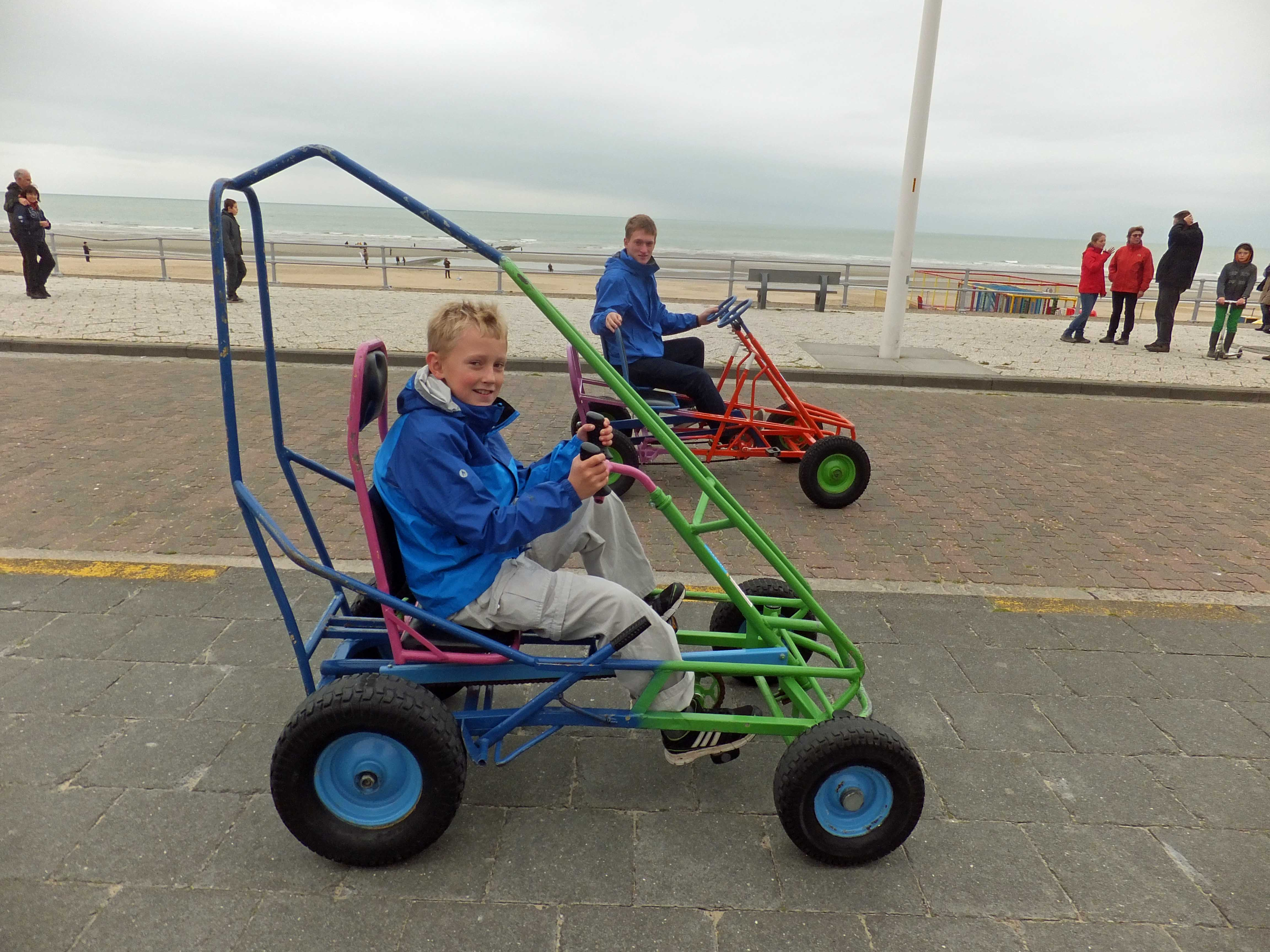
Deux modèles de cuistax à Saint-Idesbald.
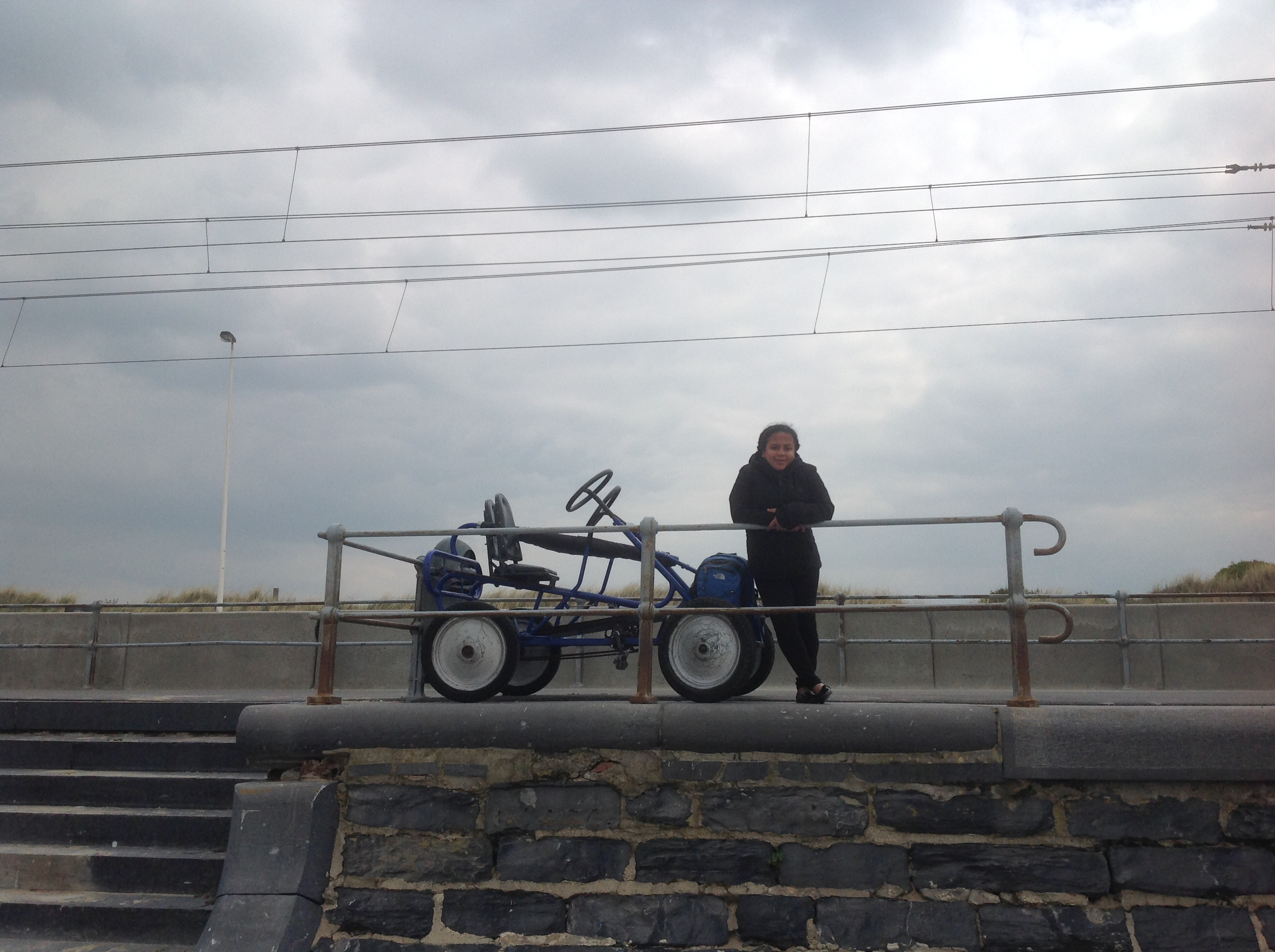
Cuistax en location touristique à Ostende, sur la côte belge.

### En Belgique
À la côte belge, où on les appelle cuistax (ou à l'origine cuisse-tax, car le loueur vous taxe pour vous faire exercer vos cuisses)[réf. souhaitée] on en loue dans toutes les stations balnéaires, où les enfants, et parfois les adultes, les utilisent principalement sur la digue de mer ; mais cette pratique a fait des émules, car un organisateur de loisirs installé à Herve en Wallonie a acheté dix cuistax provenant de la côte belge pour les mettre en location sur le tracé d'une ancienne ligne ferroviaire transformée en chemin pour piétons et cycles ou encore au Parc attractif Reine Fabiola à Namur.

### En France
Il a existé en France des quadricycles « nouvelle génération » venant de Aalten aux Pays-Bas, sous le nom de S'Cool Bus,.
En 2020, l'expérience est arrêtée car les véhicules ne disposent pas de l'homologation requise pour circuler sur la voie publique.
A Samoëns, il est possible, en été, de parcourir la station à bord d'une rosalie .